# Serie A1 1974/75
Die Saison 1974/75 war die 41. Spielzeit der Serie A, der höchsten italienischen Eishockeyspielklasse. Meister wurde zum insgesamt 15. Mal in der Vereinsgeschichte SG Cortina.

## Modus
Zunächst bestritten die zehn Mannschaften eine gemeinsame Vorrunde. Die sechs bestplatzierten Mannschaften qualifizierten sich für die Finalrunde, in der der Meister ausgespielt wurde. Die übrigen vier Mannschaften bestritten anschließend eine Platzierungsrunde. Die Punkte aus der Hauptrunde wurden in die Final- bzw. Platzierungsrunde übernommen. Für einen Sieg erhielt jede Mannschaft zwei Punkte, bei einem Unentschieden gab es einen Punkt und bei einer Niederlage null Punkte.

## Vorrunde
Sp = Spiele, S = Siege, U = Unentschieden, N = Niederlagen
|    | Klub              | Sp | S  | U | N  | Tore    | Punkte |
| -- | ----------------- | -- | -- | - | -- | ------- | ------ |
| 1. | HC Gherdëina      | 18 | 16 | 0 | 2  | 166:057 | 32     |
| 2  | HC Bozen          | 18 | 15 | 1 | 2  | 148:071 | 31     |
| 3  | SG Cortina        | 18 | 14 | 1 | 3  | 153:060 | 29     |
| 4  | HC Alleghe        | 18 | 11 | 0 | 7  | 148:079 | 22     |
| 5  | HC Meran          | 18 | 9  | 1 | 8  | 083:087 | 19     |
| 6  | Asiago Hockey     | 18 | 7  | 1 | 10 | 080:127 | 15     |
| 7  | HC Auronzo        | 18 | 5  | 1 | 12 | 073:113 | 11     |
| 8  | EV Bruneck        | 18 | 4  | 3 | 11 | 048:109 | 11     |
| 9  | Diavoli HC Milano | 18 | 4  | 0 | 14 | 060:127 | 8      |
| 10 | HC Latemar        | 18 | 1  | 0 | 17 | 047:177 | 2      |

## Finalrunde
|    | Klub          | Sp | S  | U | N  | Tore    | Punkte |
| -- | ------------- | -- | -- | - | -- | ------- | ------ |
| 1. | SG Cortina    | 28 | 22 | 3 | 3  | 227:079 | 47     |
| 2. | HC Bozen      | 28 | 22 | 2 | 4  | 221:105 | 46     |
| 3. | HC Gherdëina  | 28 | 21 | 1 | 6  | 221:106 | 43     |
| 4. | HC Alleghe    | 28 | 16 | 0 | 12 | 208:141 | 32     |
| 5. | HC Meran      | 28 | 12 | 1 | 15 | 124:149 | 23     |
| 6. | Asiago Hockey | 28 | 7  | 1 | 20 | 112:242 | 15     |

## Platzierungsrunde
|     | Klub              | Sp | S | U | N  | Tore    | Punkte |
| --- | ----------------- | -- | - | - | -- | ------- | ------ |
| 7.  | EV Bruneck        | 24 | 7 | 4 | 13 | 069:132 | 18     |
| 8.  | HC Auronzo        | 24 | 8 | 1 | 15 | 097:137 | 17     |
| 9.  | Diavoli HC Milano | 24 | 7 | 0 | 17 | 084:151 | 14     |
| 10. | HC Latemar        | 24 | 3 | 1 | 20 | 076:203 | 7      |

## Meistermannschaft
Joe Bertagna – Giulio Costantini – Alberto Da Rin – Gianfranco Da Rin – Paul Giandomenico – Bruno Ghedina – Antonio Huber – Marco Lacedelli – Renato Lacedelli – Sergio Manaigo – Giovanni Mastel – Federico Menardi – Fabio Polloni – Ruggero Savaris – Giulio Verocai. Trainer: Anton Hauckvic